# Leda (satèl·lit)
Leda és un petit satèl·lit irregular de Júpiter. Forma part del grup d'Himalia. Va ser descobert per Charles Kowal des de l'observatori de Mount Palomar, a Califòrnia, el 14 de setembre de 1974, després de tres nits d'observacions fotogràfiques (de l'11 al 13 de setembre; Leda apareix a totes les plaques fotogràfiques). Es va anomenar Leda en honor de la reina d'Esparta, mare de Càstor, Pòl·lux, Clitemnestra i Helena de Troia (Zeus, en la forma d'un cigne, en va ser el pare). També se'l coneix amb el nom de Júpiter XIII. Orbita al voltant del planeta en una òrbita prògrada amb un període de gairebé 241 dies.
No se l'ha de confondre amb l'asteroide (38) Leda.